# La (động vật)
La là con vật lai giữa ngựa cái và lừa đực. Về hình dạng con la giống lừa hơn là ngựa. Trong khi ngựa có 64 nhiễm sắc thể, và lừa có 62, con la có 63 nhiễm sắc thể. Chính vì thế nên các nhiễm sắc thể không thể phân chia thành cặp, do đó, la hầu như không có khả năng sinh con, hay còn gọi là vô sinh. Trong một phần tư thế kỷ qua, chỉ có hai trường hợp la mẹ sinh con: một ở Marốc vào năm 1984 và một con ở Trung Quốc vào năm 1988. Nếu tính từ năm 1527 (khi bắt đầu có hồ sơ về những trường hợp tương tự), thì toàn thế giới chỉ có tổng cộng 60 la mẹ sinh con. 
La có kích thước khá đa dạng, và mang màu sắc thường thấy của cả ngựa và lừa. Chúng kiên trì hơn, có thể mang tải nặng hơn và sống lâu hơn ngựa, cũng như ít cứng đầu và thông minh hơn lừa.
Chính vì mang những đặc tính di truyền như vậy, la thường được sử dụng để thồ hàng. Mặc dù một số con la có thể mang tải nặng tới 160 kg (353 lb), nhưng nhìn chung la thường nâng được số hàng nặng khoảng 90 kg (198 lb).